# Milaan (metropolitane stad)
De  Città Metropolitana di Milano (Italiaans voor "metropolitane stad Milaan") is een Italiaanse bestuurslaag die bestaat uit Milaan en 134 omliggende gemeenten. De metropolitane stad is op 1 januari 2015 bij de hervorming van de lokale overheidsorganen in de plaats gekomen van de vroegere provincie Milaan.
Milaan is een van de twaalf provincies en metropolitane steden in de Italiaanse regio Lombardije. De hoofdstad is de stad Milaan. De officiële afkorting is MI.
De metropolitane stad Milaan is met 3,2 miljoen inwoners op 1575 km² ofwel 2030 inwoners per km² na Napels de dichtstbevolkte provincie of metropolitane stad van Italië. Ze omvat de gehele agglomeratie rond de tweede stad van Italië. Ten westen van de stad Milaan loopt de metropolitane stad door tot aan de rivier Ticino, in het oosten is de Adda de grens met de provincie Bergamo.
Naast Milaan zijn Sesto San Giovanni, Rho en Cinisello Balsamo de grootste plaatsen in de metropolitane stad.
Het gehele verstedelijkte gebied rondom Milaan reikt nog veel verder tot in de provincies Varese, Como, Lecco, Monza e Brianza en Bergamo en heeft 6 miljoen inwoners.